# Hypodoxa purpurissata
Hypodoxa purpurissata är en fjärilsart som beskrevs av Lucas 1901. Hypodoxa purpurissata ingår i släktet Hypodoxa och familjen mätare. Inga underarter finns listade i Catalogue of Life.